# امین صفرشایف
امین صفرشایف (به روسی: Эмин Сефершаев؛ زادهٔ ۱۸ آوریل ۱۹۹۸) یک کشتی‌گیر فرنگی‌کار اهل کشور روسیه است.
از افتخارات وی می‌توان به کسب مدال نقره قهرمانی کشتی جهان ۲۰۲۱ و مدال برنز قهرمانی کشتی جهان ۲۰۲۴ اشاره کرد.

## فعالیت حرفه‌ای

### قهرمانی کشتی جهان ۲۰۲۱
صفرشایف در وزن ۵۵ کیلوگرم کشتی فرنگی قهرمانی کشتی جهان ۲۰۲۱ اسلو شرکت کرد، او در این مسابقات نوگزاری تسورتسومیا از گرجستان، خورلان ژاکانشا از قزاقستان و نورایر هاخویان از ارمنستان را شکست داد و به فینال رسید. وی در دیدار نهایی به کن ماتسوی از ژاپن باخت و به مدال نقره رسید.

### قهرمانی کشتی جهان ۲۰۲۴
صفرشایف در وزن ۵۵ کیلوگرم کشتی فرنگی قهرمانی کشتی جهان ۲۰۲۴ تیرانا شرکت کرد، او در مسابقه های اول و دوم کوریون صحرادیان از اوکراین و اسخار کوربایف از قزاقستان را شکست داد اما در نیمه نهایی به پویا دادمرز از ایران باخت و به دیدار رده‌بندی رفت. وی در دیدار رده‌بندی مانول خاچاطریان از ارمنستان را شکست داد و مدال برنز را بدست آورد.